# 半山区 (杭州市)
半山区，旧杭州市市辖区名。

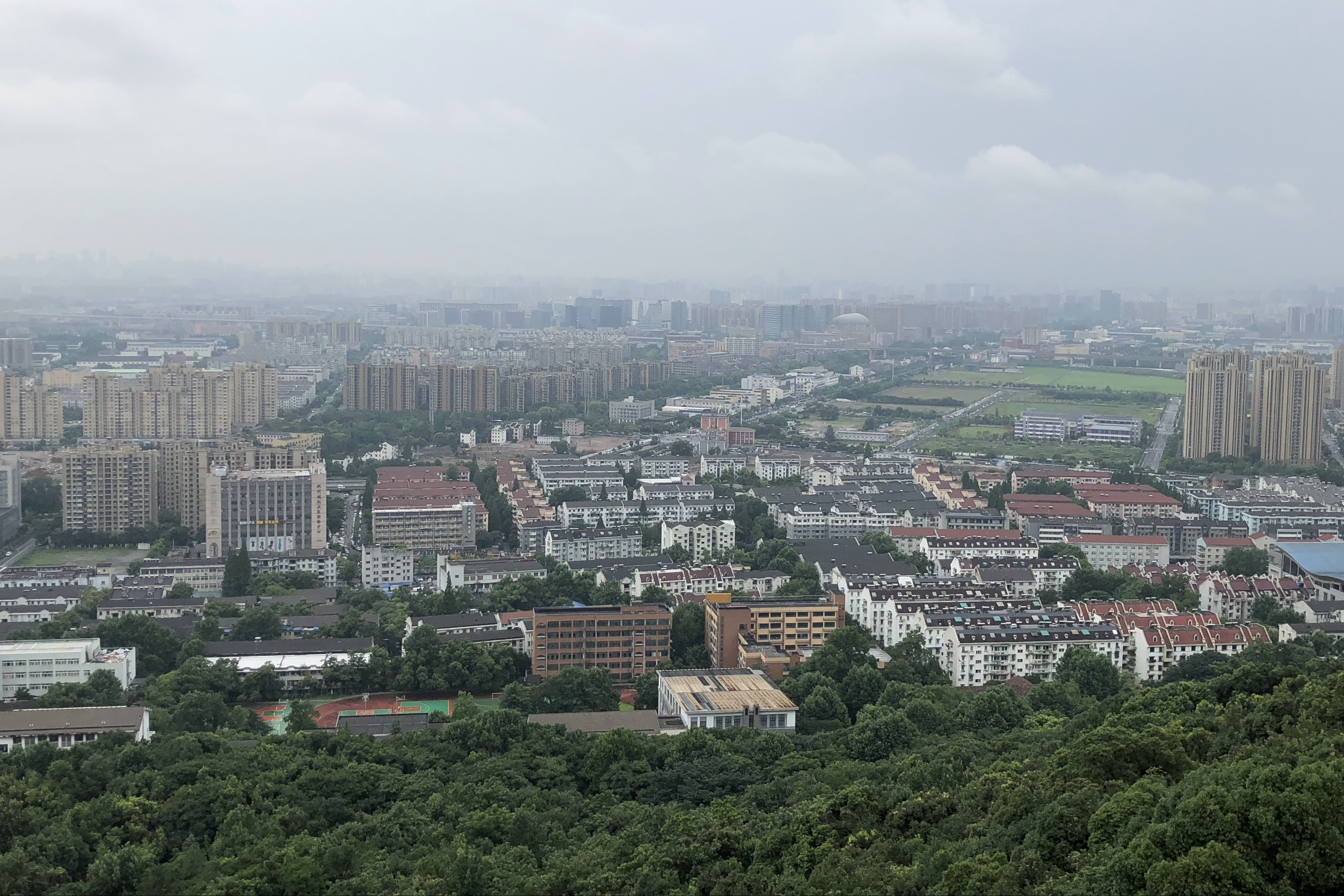
翠峰阁眺望半山脚下

1978年由杭州市设置，治今浙江省杭州市区北郊半山街道，区域包含现拱墅区的半山街道、康桥街道、上塘街道和下城区的东新街道和石桥街道。1990年撤销，并入拱墅区。